# حجز وقائي
العزل الوقائي هو مصطلح من مصطلحات الصحة العامة ويعبر عن القياسات التي تؤخذ بهدف حماية مجموعة صغيرة ومحددة من السكان الأصحاء من الوباء أو(جائحة) ،قبل أن تصل العدوى إليهم.
بإعطاء هذه القياسات الطبيعية الخارقة، يعتبر السكان في ظروف استثنائية في الحلات التالية:(1) تنفيذها ملائم (2) يمكن أن تفرض القياسات بالقوة، والعزل الذي يجري للسكان ممكن احتماله ومطاوعته بشكل جيد (3) حماية هؤلاء الأشخاص واعمالهم تستحق الجهد المبذول لعزلهم وأخذ القياسات.وقد ابتكر هذا المصطلح من قبل Drs. Markel و DiGiovanni وزملائهما، في بحثهم الذي يشرحون فيه النجاح والفشل للمجتمع الأمريكي في الوقاية مما يسمى (الإنفلونزا الأسبانية) بين 1918-1920 خلال الموجة الثانية من ذلك الوباء (ايلول-تشرين الثاني 1918). انظر مقالة:Howard Markel, Alexandra M. Stern, J. Alexander Navarro, Joseph R. Michalsen, Arnold S. Monto وCleto DiGiovanni, Jr «تسكين آلام الإنفلونزا بطرق غير صيدلانية في المجتمعات الأمريكية» -نشوء العدوى المرضية-vol. 12, no. 12 متوفر على الموقع http://www.cdc.gov/ncidod/eid/vol12no12/06-0506.htm. 
هذا المصطلح لا يشير إلى الحجر الصحي، الذي يعني أن هناك شخص اتصل بشخص آخر يحمل عدوى ما وهناك احتمال أو تاكيد بأنه نقل العدوى غليه ة يمكن أن ينقلها لغيره فيجب عزله، تمتد فترة الحجر حسب فترة حضانة المرض أي الفترة ما بين نقل العدوى إلى ظهور العلامات الأولى للإصابة بالمرض.
خلال وباء الإنفلونزا هناك عوامل ساهمت بالنجاحات النادرة للعزل وهي: أولاً القادة في المجتمع علموا بامر الوباء وخطورته فقاموا بتعميم القياسات والعزل بشكل مبكر(قبل أن تقوم به المناطق المجاورة) ،ثانياً أخذ أفضلية على المناطق البعيدة ذات الحدود الطبيعية التي أجرت عليها القيادة تطويق عسكري خارج حدود المجتمع، ثالثاً أي شخص يتسلل داخل البلاد يتم حجره صحيا طيلة فترة العدوى حتى يتبين خلوه من المرض ثم يطلق في المجتمع من جديد.إضافة إلى ذلك قام القادة بإنشاء نظام استلام وتسليم عسكري ليس فيه اتصال مباشر بين إنسان وإنسان.رابعاً العائلا بقيت تمارس حياتها الطبيعية متلاحمة طيلة فترة العزل المدارس، أماكن العمل وحتى أماكن التسلية استمرت بالعمل بشكل عادي.خامساً بقيت القياسات فعالة طيلة فترة الخطر.
إحدى فوائد العزل كانت إعطاء وقت لتطوير دواء أو لقاح وضمان بقاء هذه المجموعة من الناس سليمة، أما السيئة كانت انتقاء النخبة من الناس بالإضافة للتكاليف الاقتصادية، والأشخاص في العزل يحرمون من بناء المناعة المكتسبة طبيعياً بالتعرض للمرض ويجب عزلهم في كل موجة من موجات المرض.